# GE Corporate Financial Services
GE Corporate Financial Services (GE CFS) bietet Lösungen für Asset Based (Factoring / Leasing) und Cash Flow Based Lending (Leveraged Finance) an. Der Sitz der Gesellschaft befindet sich in Stamford, Connecticut, USA. Sie gehört zu GE Commercial Finance, einem von sechs Unternehmensbereichen des amerikanischen Konzerns General Electric.

## GE CFS in Deutschland
GE CFS hat Leasinggesellschaften Disko und ASL von der KG Allgemeine Leasing, einer der größten deutschen Leasinggesellschaften übernommen.
DISKO ist eine Leasinggesellschaft mit ca. 360 Beschäftigten aus Düsseldorf, die in 17 Bereichen über 18.000 Kunden haben. Das Leasingvolumen beträgt ca. 1,8 Milliarden Euro. 
Die ASL Auto Service Leasing GmbH wurde 1969 in München gegründet. Sie hat 8 Regionalstellen mit 320 Beschäftigten, die die über 1.300 gewerblichen Autoverkäufer betreuen. Über 54.000 Autos mit einem Leasingvolumen von über 1,1 Milliarden Euro werden verwaltet.
Neben den Leasingaktivitäten ist der Bereich Leveraged Finance ein weiteres Standbein von GE CFS in Deutschland. Er beschäftigt sich mit der Fremdkapitalfinanzierung von Unternehmensübernahmen und wird rechtlich vertreten durch die GE Corporate Finance Bank SAS, Zweigniederlassung Frankfurt am Main. Weitere europäische Büros im Bereich Leveraged Finance befinden sich in London, Paris, Mailand und Amsterdam.
Des Weiteren ist GE CFS durch die GE Capital Bank AG in Deutschland vertreten. Die GE Capital Bank AG ist ein führender Anbieter für Factoring und Asset Based Lending in Deutschland.